# Philipp Khabo Koepsell
Philipp Khabo Koepsell (né en 1980 à Marbourg) est un interprète de slam, poète, dramaturge et éditeur allemand. D'origine allemande et sud-africaine, il travaille avec diverses formes artistiques, dont la poésie, le théâtre, la performance et l'installation multimédia, en combinant un contenu académique et artistique.
Ses performances de slam traitent de l'afrofuturisme, de l'identité et des expériences de racisme en tant que personne de couleur en Allemagne. Il a travaillé comme dramaturge, notamment au théâtre berlinois Ballhaus Naunynstraße.

## Carrière artistique
Philipp Khabo Koepsell a étudié l'anglais et les études africaines à l'Université Humboldt de Berlin.
L'Afro-Allemand Philipp Khabo Koepsell s'est fait connaître grâce à son livre The James Button Files: Afro-German Word and Armed Art, un recueil bilingue de textes poétiques et de rap, dans lequel il aborde l'expérience du racisme quotidien et le rapport de la société allemande à son histoire coloniale. Il présente ses textes en Allemagne et dans les pays anglophones lors de festivals littéraires et de conférences et congrès universitaires.
En 2010, il publie Die Akte James Knopf, un recueil de poèmes et de récits au sujet de la communauté afro-allemande. Ses écrits sont souvent satiriques et dénoncent les stéréotypes envers les personnes noires.
En 2011, il a effectué une tournée en Afrique du Sud,. Entre 2012 et 2014, il a participé à plusieurs reprises au Festival de littératures africaines et de la diaspora africaine de l'École supérieure internationale d'études africaines de Bayreuth. Il critique la création de Brett Bailey Exhibit B.
Avec Asoka Esuruoso, il a publié l'anthologie anglaise Arriving in the Future: Stories of Home and Exile, dans laquelle des poèmes et des nouvelles sont présentés par 26 auteurs afro-allemands qui considèrent l'Allemagne comme le centre permanent ou temporaire de la vie. La publication du livre anthologique Arriving in the Future s'est accompagnée de la série d'événements du même nom au théâtre Ballhaus Naunynstrasse à Berlin.
Philipp Khabo Koepsell a été le dramaturge pour les représentations de diverses pièces, dont "Performing Back" de Simone Dede Ayivi.
Au printemps 2015, il a organisé la réunion du réseau Erste Indaba Schwarzer Kulturschaffender in Deutschland (Première indaba des artistes noirs en Allemagne) dans la Ballhaus Naunynstraße à Berlin. La publication du même nom, un compte-rendu de la réunion du réseau, a été publiée en septembre 2015.
En 2015, il publie le livre The Afropean Contemporary: Literature and Society Magazine, une anthologie qu'il décrit comme une revue littéraire afro-futuriste.
Dans le cadre de l'exposition FAVT - Future Africa Visions in Time à l'Iwalewahaus Bayreuth, en novembre 2015, avec la chercheuse anglaise et africaine Susan Arndt et l'artiste Paul D. Miller, il a montré l'installation Beyond Wagner's Futures, qui traite de l'influence de Wagner dans l'histoire coloniale allemande.
Philipp Khabo Koepsell est membre des groupes de rap New Night Babies et Blaque ReinneCarnation. Il fait aussi partie du groupe de hip hop Dead Horse Running.
Il contribue à l'association EOTO (Each One Teach One), une association créée par la communauté afro-allemande à Berlin.

## Publications
(décembre 2021).

### Publications imprimées
- Erste Indaba Schwarzer Kulturschaffender in Deutschland: Protokolle, epubli GmbH, Berlin 2015  (ISBN 978-3-7375-6012-2)
- The Afropean Contemporary: Literatur- und Gesellschaftsmagazin, epubli GmbH, Berlin 2015  (ISBN 978-3-8442-8326-6)
- Arriving in the Future: Stories of Home and Exile, epubli GmbH, Berlin 2014  (ISBN 978-3-8442-9210-7), avec Asoka Esuruoso
- Afro Shop, epubli GmbH, Berlin 2014  (ISBN 978-3-8442-8013-5)
- Die Akte James Knopf: Afrodeutsche Wort- und Streitkunst, Unrast-Verlag, Münster 2010  (ISBN 978-3-89771-601-8)

### Œuvres sonores
- 2014 : Word of Mouth, CUP : 3610155694954
- 2013 : Lilac and Rapeseed (avec le groupe New Night Babies), UPC : 888174548494
- 2009 : Of Brickwalls and Breezeways (avec le groupe New Night Babies), UPC : 88450223785

### Contributions à des anthologies
- Afrofictional in [ter] ventions: Revisiting the BIGSAS Festival of African (-Diasporic) Literatures, Bayreuth 2011 - 2013, Edition Assemblage, Münster 2014  (ISBN 978-3-942885-67-6) par Susan Arndt et Nadja Ofuatey-Alazard (ed.)
- The Little Book of Big Visions: How to be an Artist and revolutionize the World, Edition Assemblage, Münster 2012  (ISBN 978-3-942885-31-7) par Sharon Otoo et Sandrine Micossé-Aikins (eds.)
- Wie Rassismus aus Wörtern spricht: (K)erben des Kolonialismus im Wissensarchiv deutscher Sprache, Unrast-Verlag, Münster 2011  (ISBN 978-3-89771-501-1) par Susan Arndt et Nadja Ofuatey-Alazard (eds.)